# Лоайса, Хосе Хорхе
Хосе Хорхе Лоайса-и-Коссио (исп. José Jorge Loayza y Cossío; 23 апреля 1827, Лима — 28 мая 1904, Лима) — перуанский политический, государственный и общественный деятель, дипломат, юрист.

## Биография
Образование получил в Королевской конвиктории Сан-Карлос. В 1853 году получил степень в области юриспруденции. Работал в Верховном суде Лимы, позже занимался судебно-медицинской экспертизой.
В 1866 году и 1877—1878 годах был руководителем Коллегии адвокатов Лимы.
Занимал пост министра финансов (1865), министра иностранных дел (1870—1872 и 1898), министра юстиции и образования (1878 и 1898—1899).
Член Верховного суда (1884—1886). В 1893—1895 годах возглавлял Верховный суд Перу.
Исполняющий обязанности министра иностранных дел Перу (16 мая 1898-5 июня 1898).
Трижды был премьер-министром Перу (1871—1872, 1878 и 1898—1899).